# Exarkat

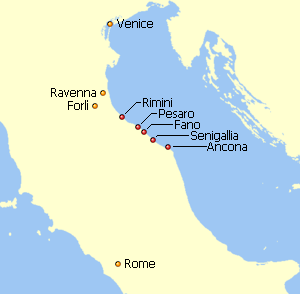
Pentapolis var beteckningen för fem framträdande städer inom Exarkatet.

Ett exarkat är en exarks förvaltningsområde. Oftast åsyftas det bysantinska rikets besittningar i Italien och Nordafrika (Karthago). Exarkat har även funnits i bland annat Bulgariens och Mexikos historia. Parisexarkatet var ett rysk-ortodoxt exarkat, tillkommet i modern tid.

## Exarkat i Italien
Genom sina segrar över östgoterna vann bysantinerna stora områden i Italien, men förlorade snart betydande sträckor därav till langobarderna (efter 568). Exarkatet vars huvudstad var Ravenna, omfattade en tid Rom med dess omnejd, Romagna, Pentapolis (landsträckan från Rimini till Ancona), Venedig, Genua och södra Italien. Redan på 600-talet erövrades dock Genua av langobarderna, och i södra Italien förlorades allt utom staden Neapel med dithörande provins och Italiens båda sydligaste spetsar. 
Såväl i de delar av södra Italien som återstod, som i Venedig och Rom var det bysantinska väldet mera sken än verklighet. Neapel styrdes av i det närmaste självständiga hertigar, de venezianska distrikten valde sig ett överhuvud på egen hand, dogen, och Rom gjorde sig nästan oberoende under påvarnas ledning. Exarkatet kom sålunda slutligen att omfatta endast Romagna och Pentapolis. Även denna kvarleva erövrades 752 av langobarderna, men förlorades redan 755 till den frankiske konungen Pippin den lille, vilken i sin tur skänkte det åt romerska kyrkan och hennes biskop, påven. Genom denna gåva lades grunden till Kyrkostaten.